# Siglos
Een siglos, meervoud 'sigloi', is een zilveren munt uit Perzië ten tijde van de Achaemeniden, met een gewicht van circa 5,5 gram. Het woord 'siglos', de 'sikkel' van de Bijbelvertalingen, en vergelijkbaar met de Hebreeuwse sjekel, is afgeleid van 'sje', het Akkadische woord voor gerst, en staat van oorsprong voor een Mesopotamische gewichtseenheid. De Perzische koning Darius I (522-486 v.Chr.) voerde een munthervorming in, waarin de gouden dariek bestond uit 20 sigloi.
De siglos is evenals de dariek een primitief ogende munt, eigenlijk een druppel zilver van een vastgesteld gewicht, met aan de voorzijde een knielende koning met een boog, en aan de andere kant een incuse, een betekenisloos stempel. In de loop van de twee eeuwen dat de siglos en de dariek werden aangemunt veranderde het uiterlijk van dit geldstuk niet, en het is dan ook erg moeilijk om een bepaalde siglos aan een bepaalde koning toe te schrijven. Na de nederlaag van de laatste Achaemenidische koning Darius III in 330 v.Chr. werd de productie van sigloi en darieken gestaakt. In de voorheen Achaemenidische landen en ver daarbuiten werd door de nieuwe heerser Alexander de Grote de Griekse drachme ingevoerd.